# Брасовская волость
Бра́совская (Апра́ксинская) во́лость — административно-территориальная единица в составе Севского уезда Орловской (с 1920 — Брянской) губернии. Административный центр — село Брасово.

## История
Волость образована в ходе реформы 1861 года. и первоначально называлась Брасовской. Однако в 1880-е годы утвердилось название Апраксинская, так как все крестьяне и большинство земель этой волости с 1741 года вплоть до отмены крепостного права принадлежали Апраксиным. В 1917 году было восстановлено название «Брасовская волость».
В ходе укрупнения волостей, в мае 1924 года к Брасовской волости были присоединены соседние Девичьенская и Крупецкая волости.
В 1929 году, с введением районного деления, волость была упразднена, а на её территориальной основе сформирован Брасовский район Брянского округа Западной области (ныне входит в состав Брянской области).

## Административное деление
В 1920 году в состав Брасовской волости входили следующие сельсоветы: Алешанский, Алтуховский, Брасовский, Городищенский, Кропотовский, Локотский, Осоченский, Петриловский, Погребский, Рассошинский, Сныткинский, Шешуевский.
По состоянию на 1 января 1928 года, Брасовская волость включала в себя следующие сельсоветы: Алешанский, Алтуховский, Борщевский, Брасовский, Гавриловский, Городищенский, Девичьенский, Добриковский, Дубровский, Клинский, Колошичский, Кропотовский, Крупецкий, Литовенский, Сныткинский, Холмецкий, Шемякинский, Щегловский.